# Xestoleberis ishizakii
Xestoleberis ishizakii is een mosselkreeftjessoort uit de familie van de Xestoleberididae. De wetenschappelijke naam van de soort is voor het eerst geldig gepubliceerd in 1975 door Schornikov.